# Рио-Ранчо
Рио-Ра́нчо (Rio Rancho) — город на юго-западе США в округе Сандовал, штат Нью-Мексико. Согласно переписи 2000 года, население составляло 51 765 человек. Это третий по величине и самый быстрорастущий город штата. Входит в городскую статистическую область Альбукерке. Южная часть города находится в округе Берналийо. 

## История

"Рио-Ранчо Эстейтс" в 1970 году

Большая часть Рио-Ранчо изначально была частью города Alameda Grant, который был основан испанскими поселенцами в 1710 году. К началу XX века большая часть земель была продана компаниям, занимающимся территориальными инвестициями. В 1961 году корпорация Amrep купила 55 000 акров (22 000 га) и превратила эту землю в жилой комплекс под названием «Рио-Ранчо Эстейтс». Первые семьи переехали сюда в начале 1960-х годов. Компания Amrep заключила контракт с Эцио Валентини, одним из первых застройщиков Кейп-Корал (штат Флорида), на разработку и реализацию уникального маркетингового плана для проведения продаж земли. 
В период с 1970 по 1980 год население города выросло в десять раз, а в 1981 году в состав был включен город Рио-Ранчо. Открытие крупного завода Intel Corporation в 1981 году оказало серьезное экономическое влияние на город.
Чтобы стать более независимыми от соседнего Альбукерке, с 1990-х годов город предпринимал шаги, такие как создание отдельных школ, библиотечных систем и попытки привлечь в этот район предприятия. Последний проект — развитие центра города, включал в себя новое здание мэрии, новый университетский городок Западного университета Нью-Мексико и Центрального колледжа Нью-Мексико, а также звездный центр Санта-Ана. Проекты были воплощены в 2006-2007 годах. 